# Syrisch-katholisches Patriarchat von Antiochia
Das syrisch-katholische Patriarchat von Antiochien ist das antiochenische Patriarchat der mit Rom unierten syrisch-katholischen Kirche. Das Oberhaupt trägt den Titel Patriarch von Antiochien und des ganzen Ostens. Er ist einer der fünf konkurrierenden Patriarchen von Antiochien, für die anderen siehe Syrisch-Orthodoxe Kirche von Antiochien, Antiochenisch-Orthodoxe Kirche, Melkitische Griechisch-katholische Kirche und Maronitische Kirche.
Der Sitz des Patriarchats befand sich seit 1850 in Mardin in Anatolien, wurde aber im Ersten Weltkrieg zunächst (1911) nach Mossul, im heutigen Irak, dann nach Beirut im Libanon, Rue de Damas, verlegt, sowie schließlich in das Kloster Charfet (französisch Monastère de Charfet; Notre-Dame de la Délivrance de Charfet) in Dara'oun, Harissa im Libanon.

## Liste der Patriarchen
Alle Patriarchen von Antiochien – auch die syrisch-orthodoxen – tragen zu Ehren des hl. Ignatius von Antiochien den Namen Ignatius, gr. Ignatios, frz. Ignace.
1. Ignatius Andreas Akhidjan (1662–1677)
2. Ignatius Pierre VI. Chaahbadine (1677–1702); von 1702 bis 1782 gab es keinen syrisch-katholischen Patriarchen
3. Ignatius Michael III. Jarweh (1783–1800), syrisch-orthodoxer Erzbischof von Aleppo (Syrien); konvertierte zum katholischen Glauben und flüchtete in den Libanon
4. Ignatius Michael IV. (1802–1810)
5. Ignatius Simon II. (1814–1818)
6. Ignatius Pierre VII. Jarweh (1820–1851)
7. Ignatius Antoun I. (1853–1864)
8. Ignatius Philippe (1866–1874)
9. Ignatius Georges V. (1874–1891)
10. Ignatius Behnam II. (1893–1897)
11. Ignatius Ephrem II. Rahmani (9. Oktober 1898 bis 7. Mai 1929)
12. Ignatius Gabriel I. Tappouni (24. Juni 1929 bis 29. Januar 1968), seit 1935 Kardinal
13. Ignatius Antoine II. Hayek (10. März 1968 bis 23. Juli 1998)
14. Ignatius Moussa I. Daoud (13. Oktober 1998 bis 8. Januar 2001), seit 2000 Präfekt der Ostkirchenkongregation und seit 2001 Kurienkardinal
15. Ignatius Pierre VIII. Abdel-Ahad (16. Februar 2001 bis 2. Februar 2008)
16. Ignatius Joseph III. Younan, seit 21. Januar 2009[1]